# Unifredo de Ribagorça
Unifredo de Ribagorça (? - c. 979), conde de Ribagorça entre 970 e 979.
Sucedeu ao seu pai Raimundo II de Ribagorça no governo do condado após a morte deste em 970.

## Relações familiares
Foi filho do Conde Raimundo II de Ribagorça (910 — 970) e de Gersenda de Fézensac (910 —?), filha de Guilherme Garcês da Gasconha, conde de Fezensac e de Gracinda de Ruergue. Foi casado com uma senhora da nobreza de nome Sancha, de quem não teve filhos. Foi sucedido no governo do candado pelo seu irmão Arnau de Ribagorça (? - c. 990).